# Francisco II av Matamba
Francisco II av Matamba, död 1810, var kung av Matamba mellan 1767 och 1810.